# Svartesjö (Mjäldrunga socken, Västergötland)
Svartesjö är en sjö i Herrljunga kommun i Västergötland och ingår i Göta älvs huvudavrinningsområde. Sjön har en area på 0,0629 kvadratkilometer och ligger 164,1 meter över havet. Svartesjö ligger i Ramlamossen Natura 2000-område.

## Delavrinningsområde
Svartesjö ingår i det delavrinningsområde (643839-134238) som SMHI kallar för Mynnar i Nossan. Medelhöjden är 177 meter över havet och ytan är 52,95 kvadratkilometer. Räknas de 3 avrinningsområdena uppströms in blir den ackumulerade arean 107,05 kvadratkilometer. Vimleån som avvattnar avrinningsområdet har biflödesordning 3, vilket innebär att vattnet flödar genom totalt 3 vattendrag innan det når havet efter 203 kilometer. Avrinningsområdet består mestadels av skog (53 %), öppen mark (11 %) och jordbruk (26 %). Avrinningsområdet har 0,14 kvadratkilometer vattenytor vilket ger det en sjöprocent på 0,3 %.